# Jean Royer de Prade
Pour les articles homonymes, voir Le Royer.
Jean Royer de Prade, né vers 1624 et mort avant la fin du siècle est un historien, dramaturge, poète, héraldiste et généalogiste français.
Il est connu essentiellement pour son Discours du tabac et pour avoir été l'un des meilleurs et plus anciens amis de Savinien de Cyrano de Bergerac.

## La vie et les œuvres

### Famille et enfance
Fils de Louis Royer, originaire de Tours, « garde des registres au contrôle général des finances de France, contrôleur général des vivres des camps et armées du roi », et de Louise Grosset, il a un frère cadet, Louis Royer de la Salle, et quatre sœurs : Louise, Marie, Marguerite et Charlotte.
Par sa mère, il est apparenté au musicien Joachim Thibault de Courville, dont un fils, Isaac Thibault de Courville (1567-1648), « seigneur de Belle-Isle et surintendant des maisons et affaires d’Henri de Bourbon-Verneuil, évêque de Metz », instituera les frères Jean et Louis Royer ses légataires universels.
Du côté paternel, il est apparenté notamment à Jean-Louis (de) Faucon de Ris, premier président au parlement de Rouen, qui a épousé sa tante Bonne Royer, et par lui au poète Charles Faucon de Ris, dit Charleval (1613-1698) et à son cadet, Alexandre de Mareuil. Par sa tante Marie Pellault, fille d’Antoinette Fabri et épouse de Jean Royer, sieur des Estangs et de Breuil, il est allié au chancelier Pierre Séguier.

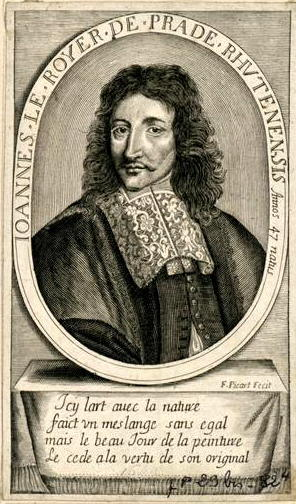
Joannes Le Royer de Prade Rhutenensis Annos 47 natus (Jean Le Royer de Prade Rodézien, à l'âge de 47 ans).

Une imitation tardive du portrait gravé par François Bignon semble indiquer qu'il est natif de Rodez. Y a-t-il passé son enfance ? Rien ne permet de l'affirmer, mais on peut avancer qu'il n'a pas vécu ses premières années à Paris; en effet, en réponse au reproche qui lui sera fait plus tard au cours d'une enquête d'avoir été mêlé à des événements survenus entre 1625 et 1635, le rédacteur d'un factum écrira avec ironie qu'« en ce temps [le sieur de Prade] était au berceau dans son pays natal, à l'extrémité du royaume ».
Ses études, dont on ne sait où il les a suivies, lui ont procuré une bonne maîtrise du latin, un goût affirmé pour la langue française (voir ci-dessous la préface à l'Histoire de France de 1651) et une passion pour l'enquête historique.

### De l'épée à la plume
Aucun document, aucun témoignage ne permet de dire si, comme ses amis Le Bret et Cyrano de Bergerac, le jeune Prade, dont Charles Beys vantera les talents de cavalier et d'escrimeur, a été soldat et participé aux campagnes militaires de la fin du règne de Louis XIII.
[…]
À une époque impossible à préciser, il adopte le titre de « sieur de Prade », qui n'a jamais été porté par aucun membre de la famille Royer et qui lui permet, en se disant écuyer, de porter l'épée. Quoi qu'il en soit, c'est en tant que tel, semble-t-il, qu'en 1645 il est impliqué, avec les sieurs de Lignon, de Cavoye, d’Aubeterre, de Longeville et de la Chesnaye, dans le meurtre de deux bourgeois de Paris, meurtre pour lequel ils sont condamnés à la décapitation, avant d'obtenir, au mois de mars de l'année suivante, des lettres de rémission, contre de lourdes réparations envers les veuves.
Le nom de Prade apparaît imprimé pour la première fois en août 1647 dans un livre de Pierre Guillebaud, en religion Pierre de Saint-Romuald, intitulé Hortus epitaphiorum selectorum, ou Jardin d’épitaphes choisis. Où se voient les fleurs de plusieurs vers funebres, tant anciens que nouveaux, tirés des plus fleurissantes villes de l’Europe, et dédié « À Monsieur Naudé, chanoine en l’église cathédrale de Notre-Dame de Verdun, prieur d’Artige en Limousin, et bibliothécaire de l’Éminentissime cardinal Mazarin ». L'avis au lecteur qui se lit en tête du premier tome s'achève sur la traduction française de «Trois avis d'un malade aux sains» composés par un poète néo-latin. Ils sont précédés d'une note de l'éditeur:
« Ces trois sont de la version naïve du sieur de Prade, qui donne suffisamment à connoistre la suffisance de son esprit. S'il fait si bien dans le printemps de son âge, que ne fera il (sic) point dans son Esté & dans son Automne ? L'on connoist aux fleurs de la premiere saison quels seront les fruits des suivantes. »
Dix-huit épitaphes du second tome sont signées « de Prade » . Plus loin dans le même volume, on lit une série de courtes épitaphes burlesques signées de ses amis les cousins François de La Mothe Le Vayer et Roland Le Vayer de Boutigny.

### Le trio Prade-Cyrano-Le Bret et le tandem Heince-Bignon

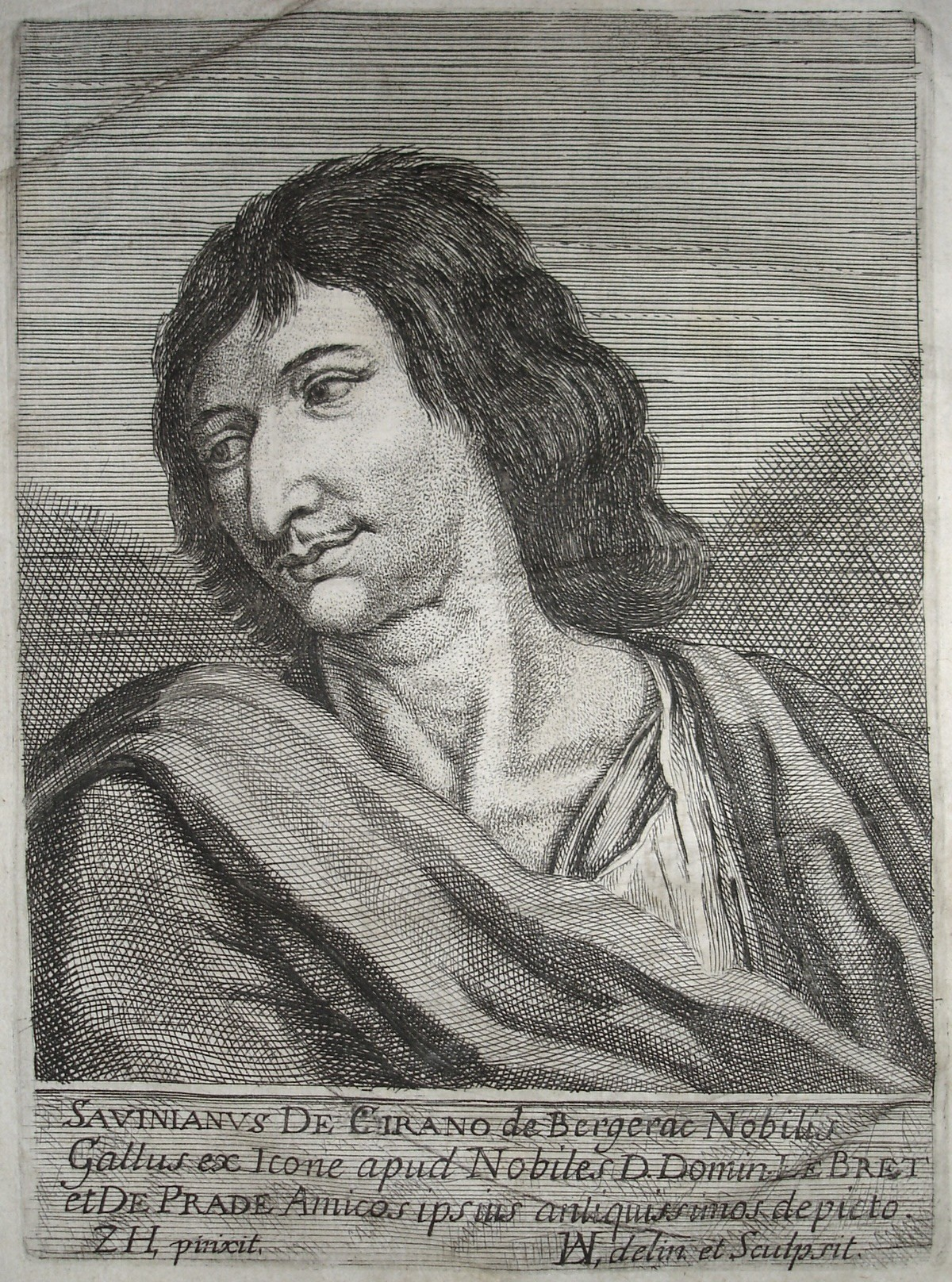
Portrait de Cyrano de Bergerac dessiné et gravé par un artiste non identifié d'après un tableau de Zacharie Heince sur lequel figuraient Henry Le Bret et Jean Royer de Prade.

Certaines études modernes consacrées à Cyrano de Bergerac se sont attachées à faire mieux connaître le «gay trio» que celui-ci formait, dans les années 1640-1653, avec Claude-Emmanuel Luillier, dit Chapelle, et Charles Coypeau d'Assoucy. Pourtant, les noms de ces deux amis avérés de Savinien ne figurent pas dans la préface de nature biographique qui se lit en tête de l'édition posthume de l'Histoire comique des États et Empires de la Lune et dans laquelle sont « consignés à la postérité » les noms d'« un grand nombre d'amis, [tous] d'un mérite extraordinaire, qu'il [Cyrano] eut pendant sa vie ». Henry Le Bret, qui rédige ce témoignage alors qu'il s'apprête à entrer dans les ordres et à devenir le bras droit de l'évêque de Montauban, préfère dessiner un autre «trio», moins sulfureux, celui qu'il formait, à la même époque et dès avant peut-être, avec Cyrano et
« Monsieur de Prade, en qui la belle science égale un grand cœur et beaucoup de bonté, que son admirable Histoire de France fait si justement nommer le Corneille Tacite des Français, et qui sut tellement estimer les belles qualités de Monsieur de Bergerac qu’il fut après moi le plus ancien de ses amis et un de ceux qui le lui a témoigné plus obligeamment en une infinité de rencontres. »
L'ancienneté de cette amitié est, sinon confirmée, au moins réaffirmée par la légende latine du portrait de Cyrano: Savinianus de Cirano de Bergerac Nobilis Gallus ex Icone apud Nobiles D.Domin. Le Bret et De Prade Amicos ipsius antiquissimos depicto.

[…]

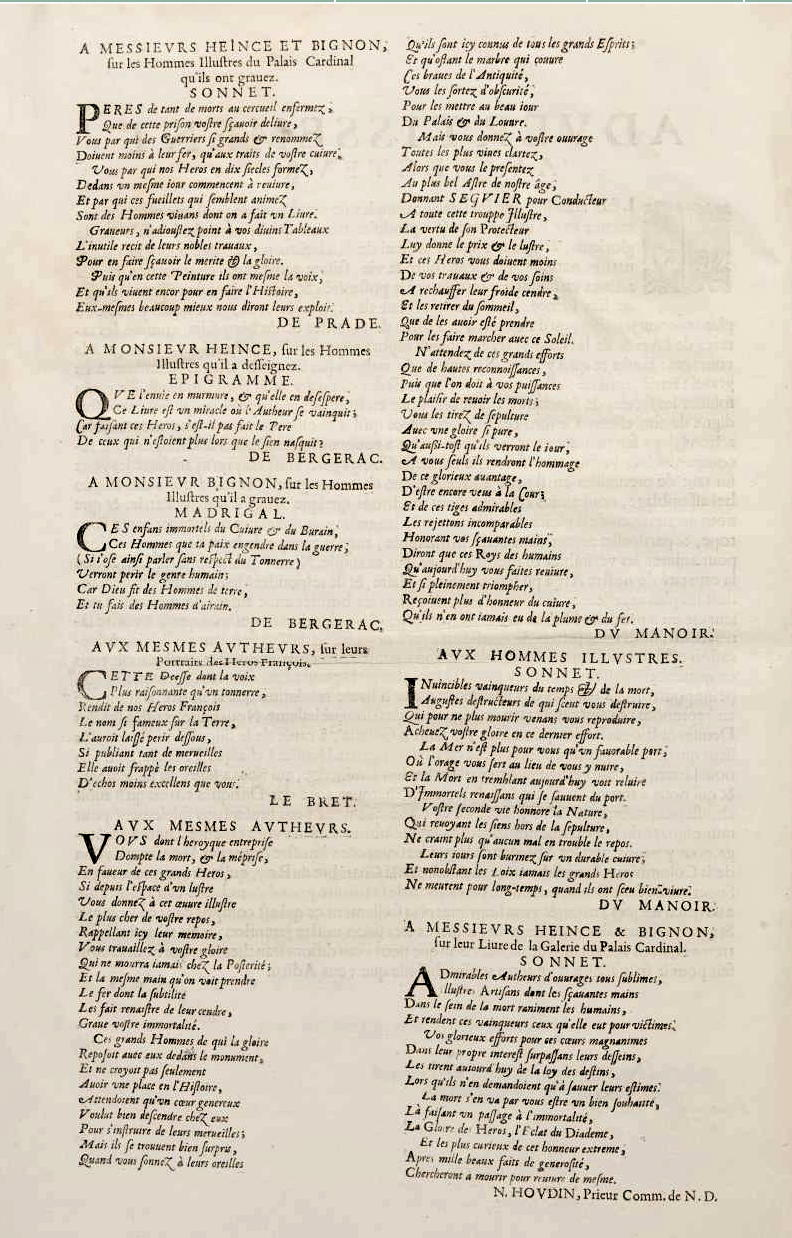
Pièces liminaires des Portraits des hommes illustres de Heince et Bignon 1650.

Au cours de l'année 1650, Heince et Bignon font imprimer et mettre en vente par les libraires Henry Sara («imprimeur et libraire ordinaire de son Altesse Royale [=Gaston d'Orléans]»), Jean Paslé et Charles de Sercy, un bel in-folio intitulé Les Portraicts des hommes illustres francois qui sont peints dans la galerie du Palais Cardinal de Richelieu, avec leurs principales actions, armes, devises, & eloges Latins desseignez & gravez par les Sieurs Heince & Bignon, peintres & graveurs ordinaires du Roy. Dediez a Monseigneur le Chancelier Seguier Comte de Gyen, &c ; ensemble les abregez historiques de leurs vies composez par M. de Wlson [sic], Sieur de la Colombiere, gentil-homme ordinaire de la Chambre du Roy, &c.
[…]
L'épître au chancelier Séguier et l'Avertissement au lecteur sont signés Heince et Bignon. Ils sont suivis d'une page de pièces de vers, dont les quatre premières sont l'œuvre de leurs amis De Prade, De Bergerac et Le Bret.

### Les années de la Fronde, des années fastes

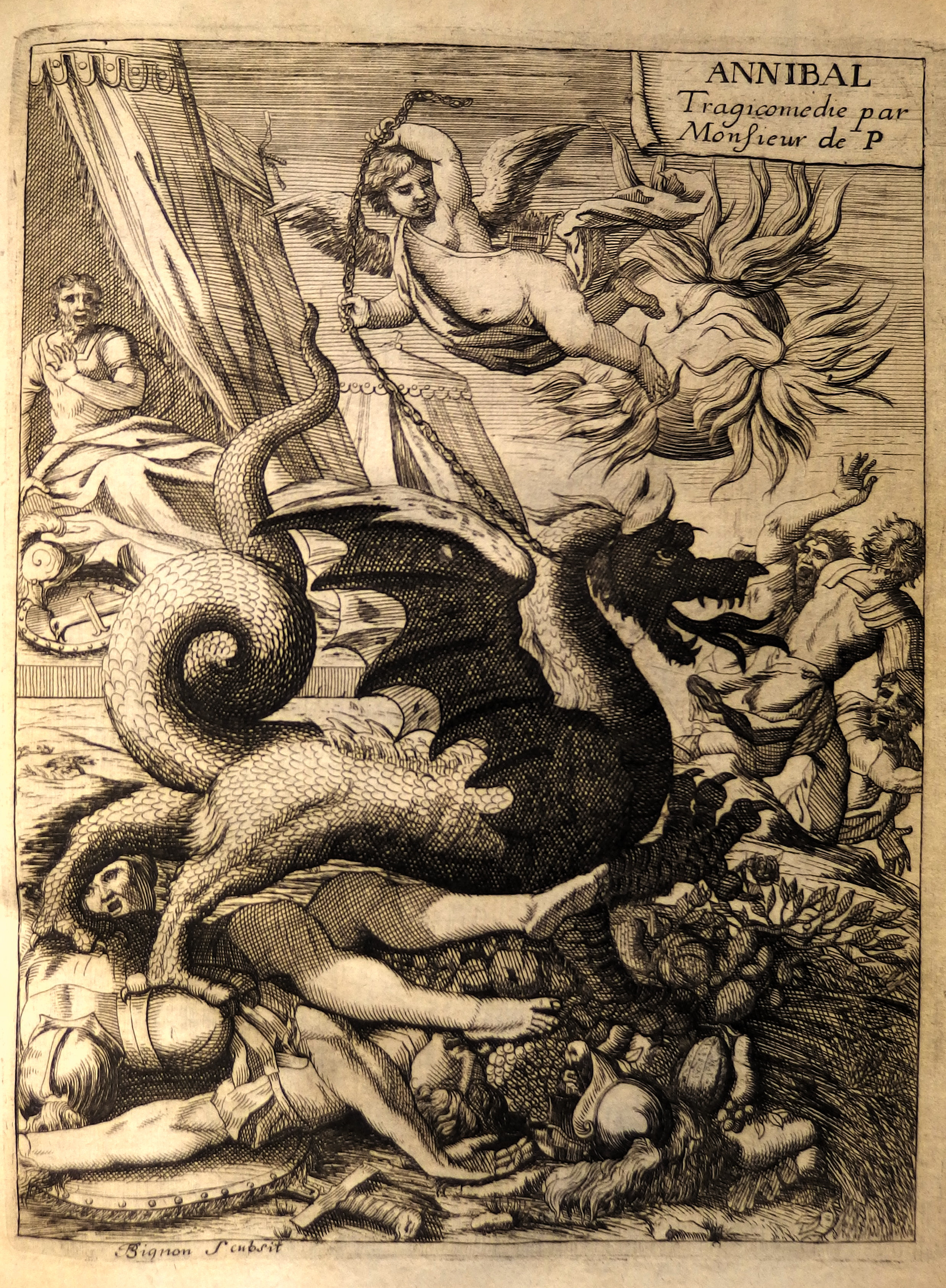
Frontispice dAnnibal, gravé par François Bignon, 1649.

À cinq reprises entre janvier 1648 et octobre 1649, Royer de Prade emprunte à son ami Henry Le Bret de fortes sommes, qu'il ne lui remboursera qu'en 1657. Ces emprunts s'expliquent sans doute par le scénario suivant: depuis plusieurs mois, peut-être un an déjà, la santé de l'oncle Isaac Thibault de Courville déclinait, quand à l'automne de 1648, sentant sa mort prochaine, il rédige un testament dans lequel il institue ses neveux Jean et Louis Royer ses légataires universels. C'est la promesse d'une assez considérable fortune, que l'aîné s'empresse d'entamer avant même d'avoir touché l'héritage. Entre septembre 1649 et juillet 1651, il fait imprimer et publier cinq beaux et coûteux volumes in-quarto : une tragi-comédie, Annibal (1649), une tragédie, La Victime d’Estat, ou la Mort de Plautius Silvanus preteur romain (1649), un traité d'héraldique intitulé Le Trophée d'armes héraldiques ou la Science du blason (1650), un recueil d’Œuvres poétiques (1650), et une Histoire de France depuis Pharamond jusqu'à Louys XIIII, avec les éloges des roys en vers, réduitte en sommaire (1651).
Les quatre premiers sont imprimés en vertu d'un même privilège, signé Babinet, accordé à l'auteur le 17 mai 1649 et cédé par lui à Pierre Targa, « imprimeur ordinaire de l'archevêché de Paris », lequel y associe les frères Nicolas et Jean de la Coste, marchands libraires. Chaque livre s'ouvre sur un frontispice différent, gravé par François Bignon.

#### AnnibaletLa Victime d'Estat(1649)

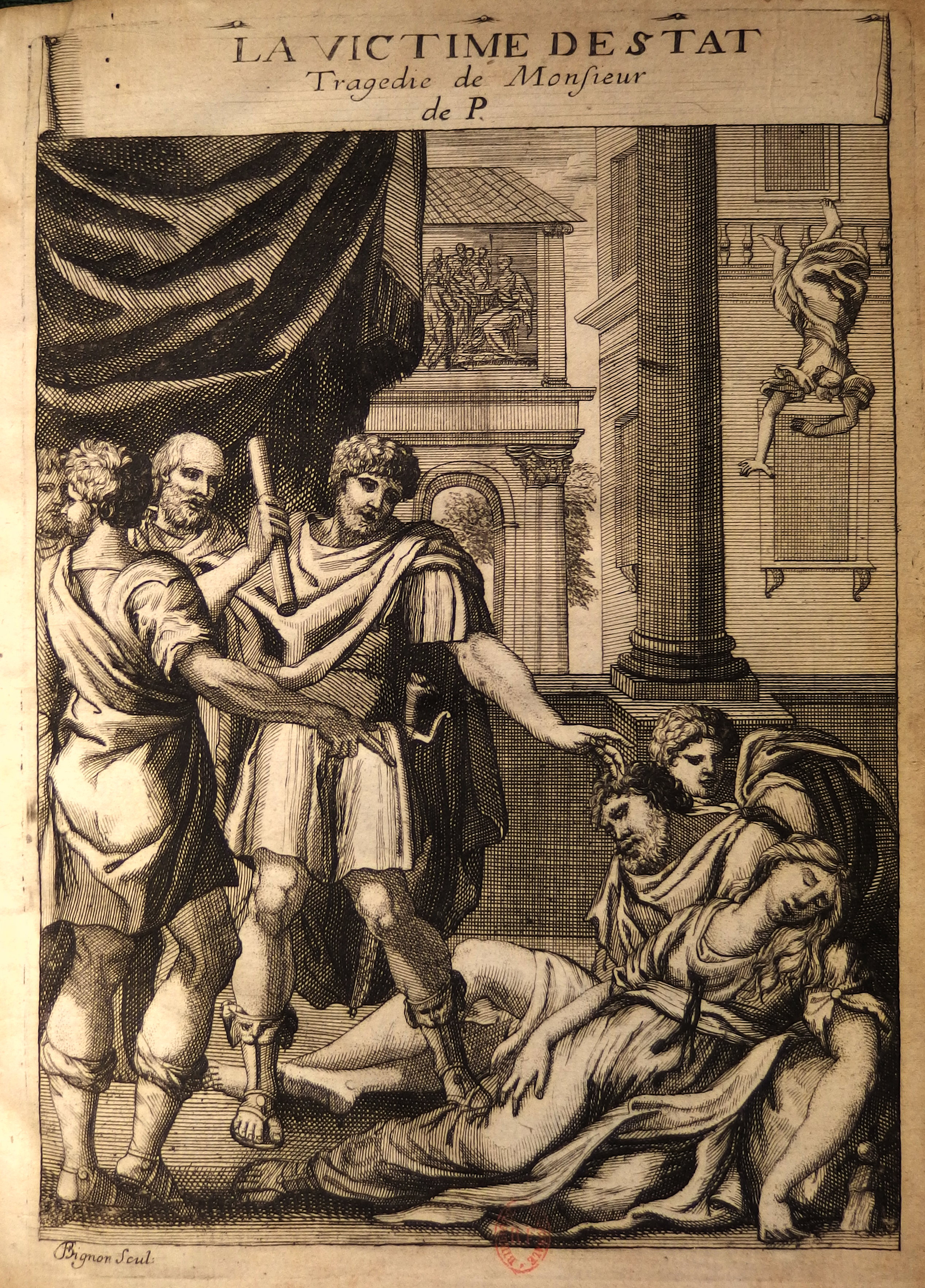
Frontispice de La Victime d'Estat, gravé par François Bignon, 1649.

Aucune des deux pièces de théâtre imprimées en septembre 1649 n'a, semble-t-il, été représentée; aucune ne sera rééditée. L’avis de « L’Imprimeur au lecteur » est le même pour les deux pièces :
« Jugez, Lecteur, combien je vous suis libéral pour vous faire un présent ; j’assemble trois pièces rares et merveilleuses, Annibal, La Victime d’État, et le Recueil de vers qui les suit. La moindre étant capable de vous rendre mon obligé, je vous laisse à penser quelle reconnaissance vous me devez pour toutes trois. Elles partent de la même main, comme il est aisé de voir à l’excellence de l’ouvrage, qui s’y montre partout égale. L’auteur toutefois n’a point voulu qu’elles aient porté son nom, soit par un sentiment d’humilité, ou qu’au contraire, les ayant composées en l’âge de dix-sept à dix-huit ans, comme les lumières d’esprit croissent toujours, il dédaigne aujourd’hui de les avouer, à l’âge de vingt-cinq. Quoi qu’il en soit, c’est toute la faute que je lui vois commettre en ses œuvres ; il devait souffrir qu’elles donnassent à son nom l’éclat que son esprit leur a donné… »
Ces indications, si elles sont exactes, reportent la composition de ces deux œuvres à l'année 1642.
S'il faut en croire François de La Mothe Le Vayer le fils, auteur du Parasite Mormon, paru au cours de l'été 1650, une troisième pièce, la tragédie d’Arsace, roy des Parthes, est d'ores et déjà presque achevée. Elle sera créée en 1662 sur la scène du Palais-Royal par les comédiens de Molière. Imprimée en 1666, elle non plus ne sera jamais rééditée.

#### Le Trophée d'armes héraldiques(1650)

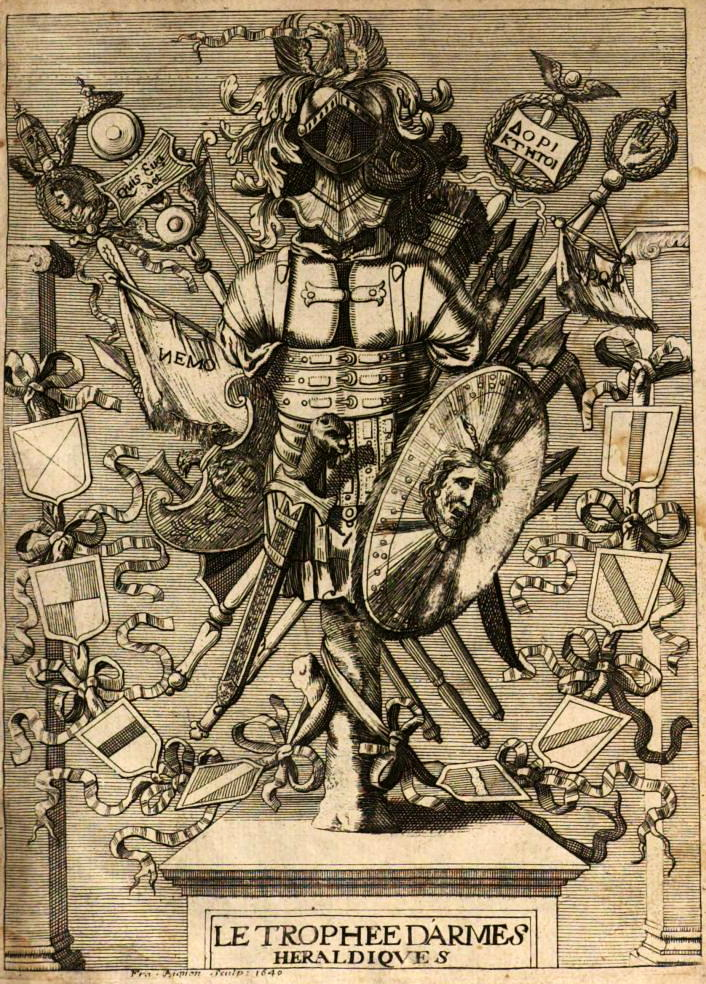
Le Trophée d'armes héraldiques, 1650. Frontispice gravé par François Bignon.

En mai ou juin 1650, Pierre Targa et les frères De la Coste mettent en vente simultanément un Trophée d'armes héraldiques, ou la science du blason, avec les figures en taille douce, et un recueil des Œuvres poétiques du Sr. de P.. Chacun des deux volumes s'ouvre sur les mêmes stances du dramaturge Jean Rotrou.
Dans le Trophée d'armes héraldiques, elles sont suivies d'une épigramme d'un grand ami de l'auteur, qui signe « Abel de Sainte-Marthe, fils d’Abel, petit-fils de Scévole », et un Avis de l'imprimeur au lecteur qui pourrait être de l'auteur lui-même,.
L'ouvrage est dédié à « Monsieur de La Mothe Le Vayer le fils » :
« Cher ami, que je suis redevable à l’envie qui te presse de m’avoir pour maître dans la science du blason ! Par elle, je pourrai m’acquitter au moins en quelque sorte de tant de hautes connaissances que mon esprit a puisées dans la pratique du tien. C’est pourquoi, ne t’excuse point de la peine que tu crois me donner ; non seulement ton ordre m’oblige, mais encore il me comble de gloire, puisque, ton estime étant universelle, je ne puis manquer à gagner celle de tout le monde, lorsqu’on verra que tu me juges capable de t’instruire. Dans cette pensée j’y travaillerai donc avec joie, et pour m’en défendre, ne me servirai point des écus que je vais faire. Admire cependant la destinée, qui veut que deux amis en viennent aux armes, et qui force mon langage à devenir barbare, pour avoir de quoi plaire au plus poli de nos écrivains. Cette division est bien étrange, et toutefois elle est comme un des effets nécessaires de la science héraldique, dont les premiers préceptes sont de Partir, Couper, Tailler et Trancher. J’espère pourtant que nous n’en resterons pas moins unis, et que non seulement tu m’en sauras gré, mais aussi que la qualité de hérault, que je vais prendre, te fera toujours souvenir de celle d’ami que je porte, n’ayant pris la première que pour servir de preuve à la seconde. Ici, je devrais finir ma lettre par un Je suis votre, etc. ; mais dispense-moi de cette coutume, afin que, la terminant capricieusement, je puisse au moins en cela y mettre quelque trait extraordinaire :  Voilà les sentiments de ton serviteur ; écoute maintenant ceux de ton maître. »
L'ouvrage se compose de quatre parties : une partie théorique ( « les préceptes de notre art » ), une partie iconographique (les « figures de la première partie » ), une partie pratique (la description des « armes des grands et autres seigneurs et gentilshommes qui s'offriront les premiers à ma mémoire », et une « table des matières et des familles contenues en ce livre », achevée par un curieux « FIN. Louange à Dieu ».
Comparée à ce que donnent à lire les volumineux folios de Marc Gilbert de Varennes (1591-1660) et Marc Vulson de la Colombière, auxquels renvoie l'avis de l'imprimeur au lecteur et où Royer de Prade a puisé une bonne partie de sa « science », la partie « théorique » de ce Trophée d'armes apparaît comme l'œuvre d'un néophyte enthousiaste et brouillon.
Les exemples fournis dans la partie pratique sont parfois déconcertants. Les premières armes décrites sont celles de « Iesus-Christ de Nazaret filz du Dieu vivant Roy des Iuifs Createur & Sauveur du monde », que l'auteur a pu voir dans un recueil du XVIe siècle et qu'il décrit de manière erronée. On rencontre aussi, glissée entre Béthune et Bragelonne, « Jeanne d'Arc ditte la Pucelle d'Orléans », qui « portoit d'azur à une espée d'argent en pal pommettée, croissée & chevronnée d'or, cottoyée de 2 fleurs de lys d'or » , et un personnage dont l'éloge est particulièrement intéressant :
« Michel de Montagne, seigneur du lieu, chevalier de l’ordre de S. Michel, Maire de Bordeaux & Citoien Romain, qui mourut âgé de 59 ans, 6 mois et 11 jours, en l’an 1592, le 13 de Septembre, portoit d’azur semé de trefle d’or à une pate de lyon de même armée de gueules mise en face :  c’est ce grand homme qui n’a paru dans ces derniers siecles que pour nous faire voir que Nature encore fecõde aprez ses grands acouchemans ne s’estoit point espuisée en la production de Plutarque & de Seneque, cette ame si fort esclairée qu’elle peut servir de lumiere à toutes les autres, ce Philosophe detaché de toute Philosophie, si peu soüillé des opinions vulgaires, ce iuge si clairuoiant à conoistre de toutes choses, c’est ce Montagne enfin qui seroit admiré de touts les hommes esgallemant, si son elevatiõ si fort au-dessus de l’homme ne le desroboit à la debile veuë de plusieurs. »
Plusieurs entrées des pages 75–77 concernent la famille et les alliés de l'auteur : les Royer, Girard, Faucon de Ris, Cottignon, Thibault de Courville, Bourdelet de Montalet, Jacquet (patronyme de la femme de Joachim Thibault de Courville) et Grosset (patronyme de la mère de l'auteur). D'autres concernent des amis ou connaissances : Vulson de la Colombière, La Mothe Le Vayer, Le Vayer de Boutigny, Lobygeois de Rebaud de Brissailles, Sommièvre de Lignon, Babinet.
Cette troisième partie s'achève sur un bel hommage en forme d'oraison funèbre consacrée à Pierre Ogier de Cavois, ami de Prade et de Cyrano, tué à la bataille de Lens en août 1648.
La quatrième partie est plus qu'une table, puisqu'on y trouve une dizaine de noms et armes d'individus ou de familles qui ne figurent pas dans le corps de l'ouvrage; ainsi des Comtes de Pagan, d'Abel II de Saint-Marthe et de « Savinian (sic) de Cyrano sieur de Bergerac », lequel « porte d'azur au chevron d'or, accompagné vers le haut de deux despoüilles de lyon aussi d'or liées de gueules, & en pointe un lyon aussi d'or armé & lampassé de gueules, la queuë passée en suatoir au chef cousu de gueules ». Cette entrée disparaîtra dès la seconde édition (1655, l'année de la mort de Cyrano).
L'ouvrage aura quatre éditions (1650, 1655, 1659, 1672).

#### Les Œuvres poétiques(1650)

Les Œuvres poétiques du Sr de P., 1650, frontispice

En tête des Œuvres poétiques, imprimées et mises en vente en même temps que Le Trophée d'armes héraldiques, se lit un avis « À qui lit », signé « S.B.D. », et attribué généralement (et avec beaucoup de vraisemblance) à Cyrano de Bergerac :
« Lecteur, comme l’imprimeur t’a déjà dit dans un autre avertissement qui précède Annibal et Silvanus, on doit faire grand état de tout le contenu de ce recueil de vers. Mais l’auteur n’est pas de même avis et m’a chargé de te dire qu’il a besoin de ton indulgence pour plusieurs pièces qui se sentent de la faiblesse de l’âge où il était lorsqu’il les composa. Ses commencements lui paraissent languissants, parce que la suite en est trop relevée, et la multitude de pensées qui se trouvent dans ses derniers ouvrages lui fait accuser les autres d’indigence. Il croit qu’il ne suffit pas d’écrire au goût du siècle, qui n’estime plus que les choses fades et ne s’attache qu’à la superficie, puisqu’il fait moins d’état d’un chef-d’œuvre bien imaginé que de quelques mots qu’à force de les polir on a comme arrangés au compas. Il tient au contraire que le feu qui se termine en pointe se manifeste toujours par des sentiments qui semblent retenir sa forme ; que la poésie, étant fille de l’imagination, doit toujours ressembler à sa mère, ou du moins avoir quelques-uns de ses traits ; et que, comme les termes dont elle se sert s’éloignent de l’usage commun par les rimes et la cadence, il faut aussi que les pensées s’en éloignent entièrement. C’est pourquoi il estime peu ses ouvrages qui ne sont pas de cette façon, et, n’eût été l’affection qu’un père a toujours pour ses enfants, quoique difformes, il les eût supprimés, à la réserve de cinq ou six pièces que tu connaîtras assez et qu’il t’offrira quelque jour plus achevées, avec un long ouvrage de même sorte qu’il va finir. En attendant, reçois ce présent avec reconnaissance, qui du moins te donnera la satisfaction de connaître qu’il en est plusieurs capables d’écrire en un âge où d’autres ont peine à parler. Adieu. »
[…]

#### Vers pour William Davisson (1651)

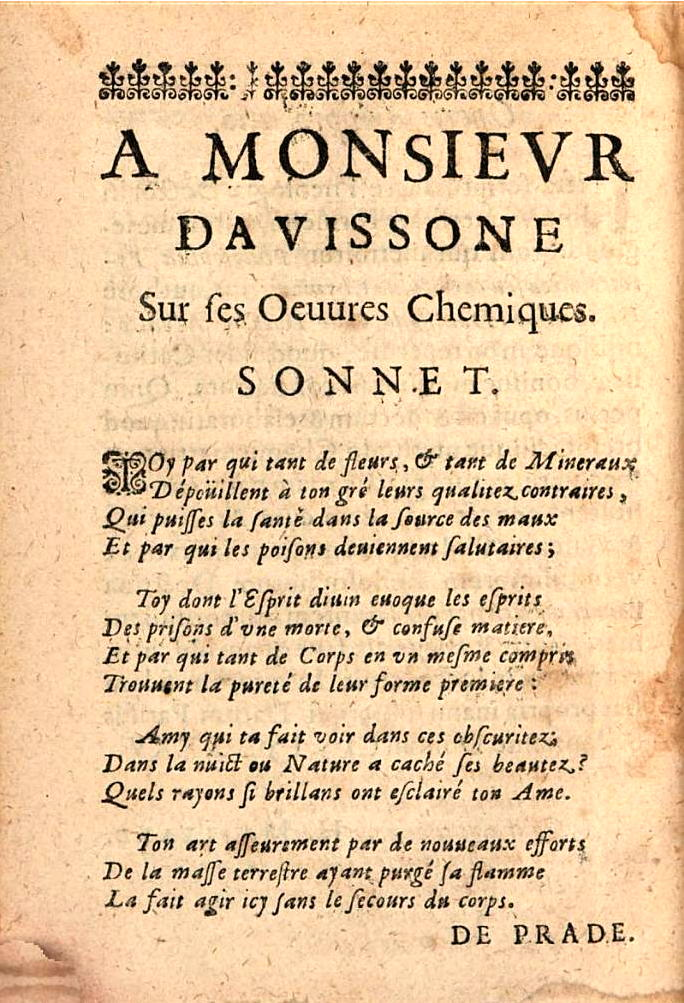
Sonnet pour William Davisson, 1651

Au printemps 1651, alors que, « mandé par le roi de Pologne pour avoir la surintendance des jardins de Leurs Majestés polonaises » , il s'apprête à quitter Paris, William Davisson, « conseiller, médecin du roi et intendant de la maison et Jardin royal des plantes médicinales au faubourg Saint-Victor à Paris », fait imprimer Les Elemens de la philosophie de l'art du feu ou chemie. La première des deux pièces liminaires est un sonnet signé de Prade.
L'auteur précise, page 222, qu'il a fait traduire :
« tous les vers qui se trouvent ici ensuite par Monsieur de Brade (sic), extrêmement heureux dans la translation, et duquel la grâce ne cède en rien à l'original ni à aucun poète de l'antiquité. »
Ainsi peut-on lire, au fil des pages, des vers d'Orphée, Fracastor, Lucrèce et Virgile « translatés » en vers français par Royer de Prade, accompagnés chaque fois d'un compliment de l'auteur sur l'élégance de la traduction.

#### L'Histoire de France(1651)

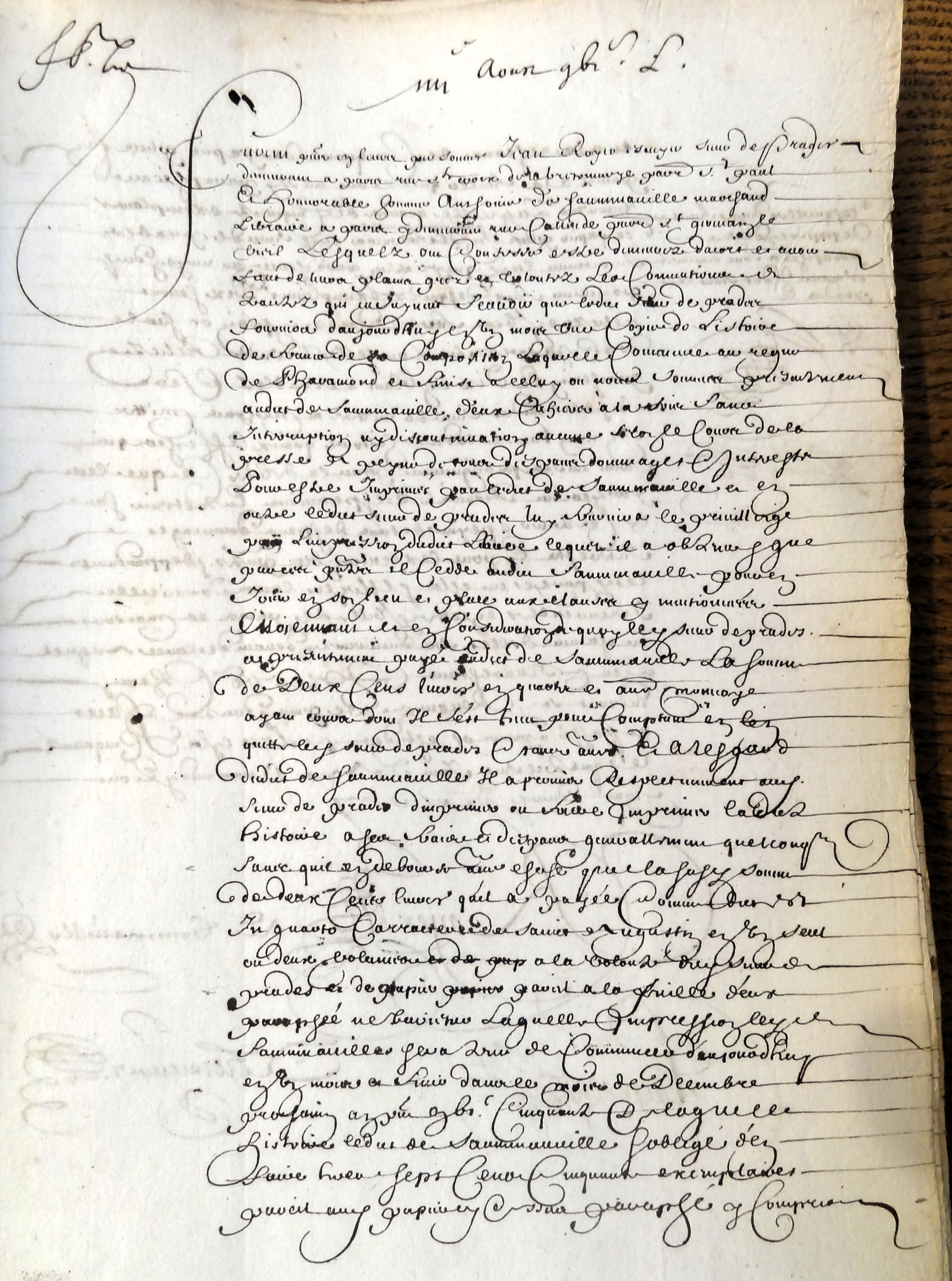
Première page du contrat passé entre Jean Royer de Prade et Antoine de Sommaville pour l'impression de l’Histoire de France.

En juillet 1651, Antoine de Sommaville fait paraître, sous la date de 1652, L'Histoire de France depuis Pharamond jusqu'à Louys XIIII, avec les éloges des roys en vers; réduitte en sommaire par I.R. de Prade, dont l'auteur avait obtenu le privilège dès 1647.
Cette publication a fait l'objet d'un contrat passé, le 4 août 1650, entre l'auteur et le libraire, pour l'impression de 750 exemplaires « in quarto, caractères de Saint-Augustin, en un seul ou deux volumes à la volonté dudit sieur de Prade », de ladite Histoire, « laquelle commence au règne de Pharamond et finit à celui où nous sommes présentement ».
Le livre est dédié « À Très-haut et très-puissant prince Henry de Bourbon, prince du Saint-Empire, évêque de Metz, abbé de Saint-Germain-des-Prés et marquis de Verneuil, comte de Baugeney, etc. », dont un oncle de l'auteur, Isaac Thibault de Courville, a été surintendant des maisons et affaires.
La préface ne manque pas de panache :
« J’entreprends l’Histoire de France, mais comme il n’est pas nécessaire de faire de grands livres pour un grand empire et qu’il s’agit d’instruire plutôt que d’écrire, ce ne sera qu’un abrégé, où j’essaierai néanmoins de ne point accourcir la gloire avec les actions des Français. La grandeur de mon ouvrage n’en diminuera point le prix ; je ne veux point accabler la mémoire sous le faix de ma narration, ni lasser les yeux et les bras également. Je sais que l’attention se perd en un champ si vaste et qu’il est injuste d’occuper un homme toute sa vie à lire de gros volumes pour ne savoir enfin que l’Histoire, lorsque tant d’autres connaissances plus belles nous appellent ailleurs. C’est pourquoi je rapporterai la matière sans la vouloir étendre, et si je retranche tout ce qui peut ennuyer, je n’omettrai rien de ce qui peut instruire ; aussi bien je crois que pour satisfaire ici les Français, il faut faire voir la même promptitude en écrivant qu’ils montrent à l’exécution de leurs desseins. […]

Au reste, je ne suivrai point l’exemple de plusieurs qui traitent le même sujet en latin ; c’est se rendre suspect que de ne vouloir parler de la France qu’avec la langue de ses anciens ennemis, et faire croire que l’on écrit à regret, puisque l’on ne veut pas être intelligible à la moitié du monde. Emprunter ici des étrangers, c’est vouloir leur être redevables de notre gloire, et je ne pense pas que qui travaille pour la réputation de son pays doive commencer par le mépris de sa langue. La nôtre me servira donc en ce besoin ; aussi bien, ayant à peindre nos rois, il est de la majesté royale qu’ils n’en parlent point une autre que la leur. Il est vrai qu’elle change continuellement et qu’un jour elle passera peut-être pour étrangère en France ; mais alors la destinée de nos écrits sera trop heureuse s’ils meurent seulement de la vieillesse de notre langage. »

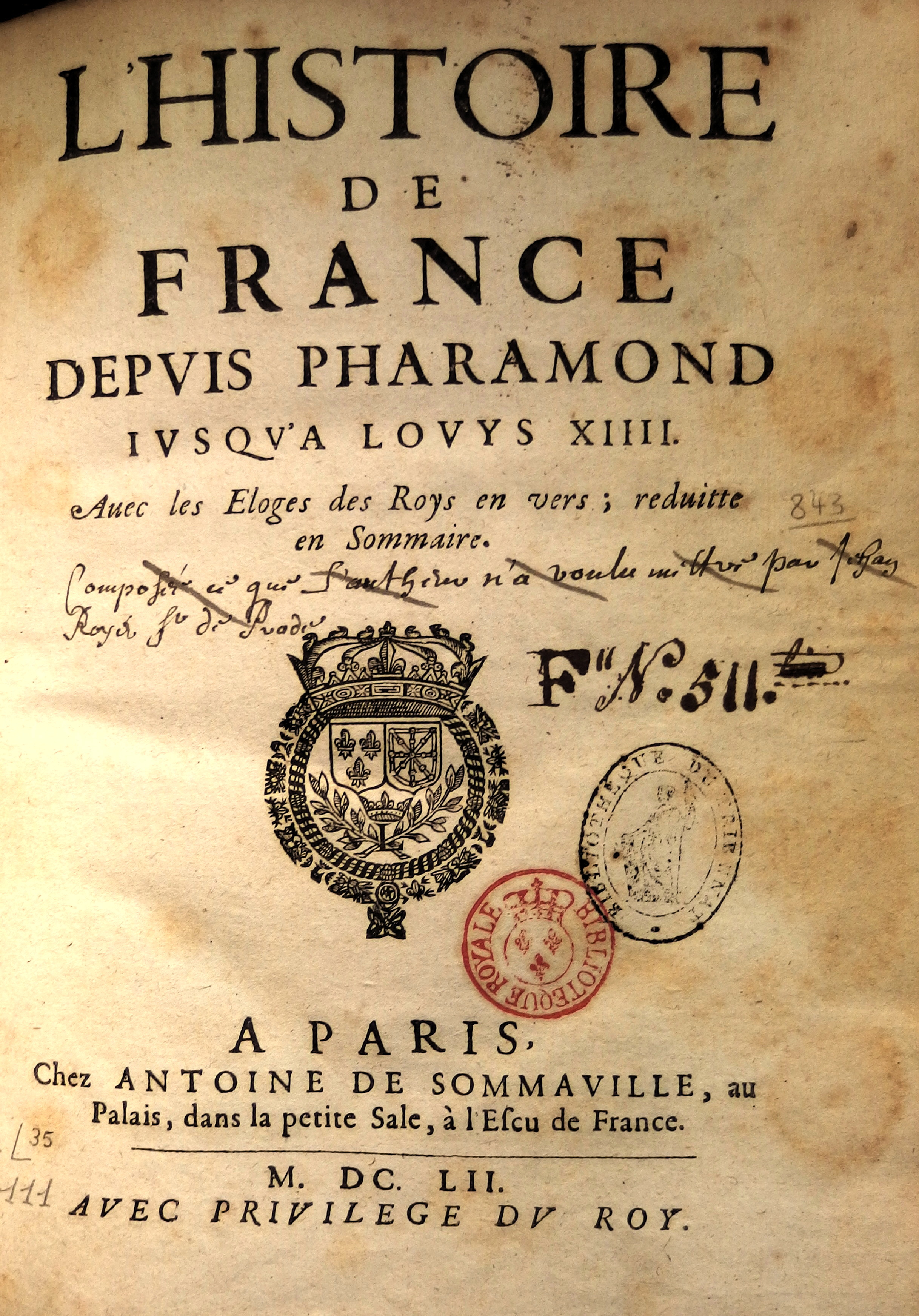
L'Histoire de France, 1652. Page de titre.

En fait, contrairement à ce qu'annonce son titre, le livre ne va pas jusqu’au règne de Louis XIV; il s’achève de manière assez abrupte en 1569, sur la mort de Catherine de Médicis, femme d’Henri II, suivie de son portrait, au terme duquel l’auteur précise (p. 505) :
« … Elle fut moins indulgente pour Diane de Poitiers, comme étant un objet plus relevé pour sa colère ; car le Roi étant mort, elle la chassa de la cour et lui fit commandement de se retirer en sa superbe maison de Chenonceaux, puis l’obligea de la changer contre celle de Chaumont-sur-Loire. »
Et d'ajouter, non sans ironie et en forme de pointe :
« Les divers incidents des amours de Diane et du Roi m’ont donné sujet de faire quelques vers dont je vous fais présent pour délasser votre esprit, qu’une si longue narration peut avoir fatigué ; si toutefois on doit appeler présent ce qui ne peut être imputé à libéralité, puisque ici je vous donne mes paroles par mesure. »
Suit, p. 507 : « Pour le Roi, jaloux de Charles de Cossé. Élégie à Diane, sous le nom d’Iris », qui n'est autre que la « Jalousie » publiée un an plus tôt dans les Œuvres poétiques et citée, avec quelques retouches, dans Le Parasite Mormon. Les dernières pages, 512-526 sont occupées par plusieurs pièces de vers attribuées à Henri IV.
Un second volume était sans aucun doute prévu et déjà composé; en effet, dans l'édition en cinq volumes du Sommaire de l'histoire de France publié en 1683-1684, la première des deux phrases citées ci-dessus clôt également le chapitre Henry II et se situe à la moitié du volume III, donc à la moitié de l'ouvrage.
En 1658, Antoine de Sommaville publiera un Abrégé de l'histoire de France de Mr. de Prade (in-4°, 848 pages), qui reprend, en l'augmentant quelque peu, le texte de 1651.

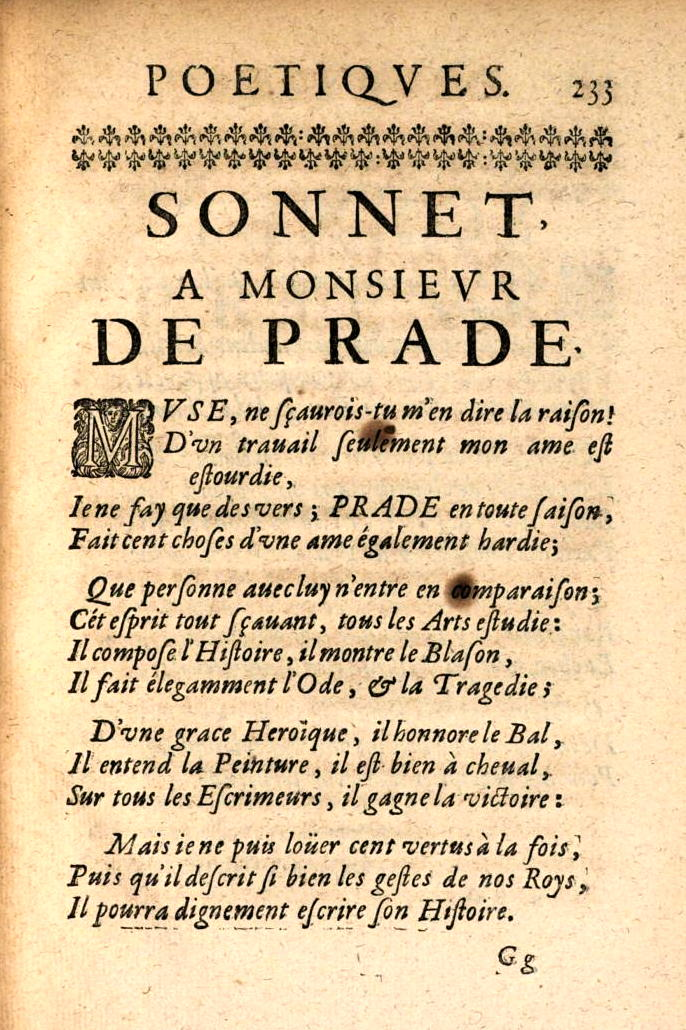
Sonnet à Monsieur de Prade dans les Œuvres poétiques de Beys, 1651.

Des stances du dramaturge Jean Rotrou, reproduites en tête du Trophée d'armes héraldiques et des Œuvres poétiques, et un sonnet de Charles Beys, publié dans ses propres Œuvres poétiques en 1651, donnent la mesure de l'admiration que semble avoir suscitée, au mitan du siècle, le sieur Royer de Prade, heureux héritier de Maître Isaac Thibault de Courville.

### Généalogie de la Maison des Thibaults(1654)
Au cours de l'année 1654, il fait imprimer à ses frais un in quarto de 58 pages intitulé Généalogie de la Maison des Thibaults justifiée par divers titres, histoires, arrêts et autres bonnes et certaines preuves. Cette famille Thibault n'est pas celle des Thibault de Courville, à laquelle l'auteur est allié par sa mère et dont aucun membre n'est cité dans le livre, mais celle à laquelle appartiennent Pierre Thibault de la Boissière et sa femme Marie (Roquetun) de la Tour, amis intimes et alliés des frères Royer.

### Le procès pour dettes des frères Royer (1657-1660)

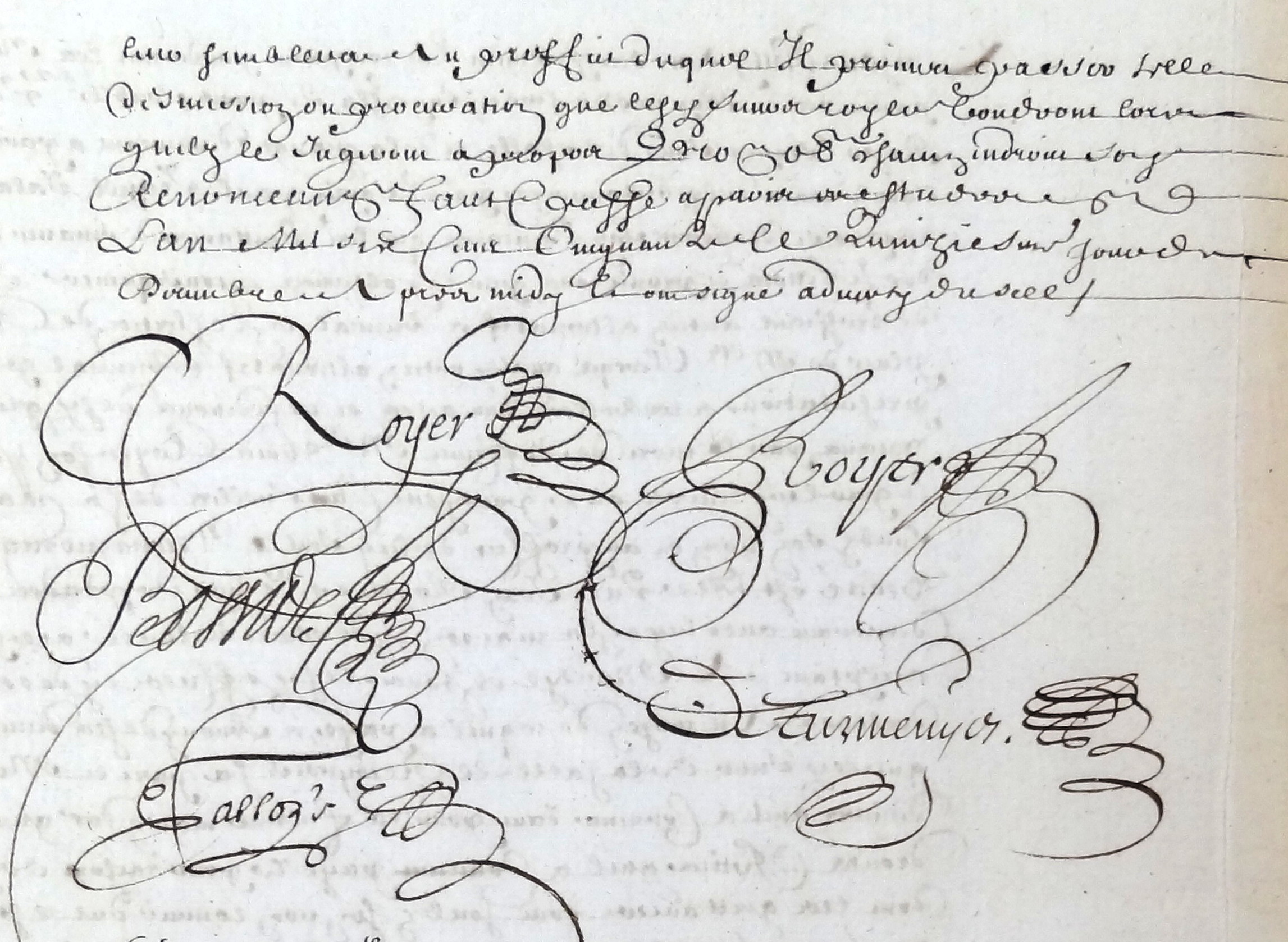
Les signatures de Jean et Louis Royer

[…]

### Arsace au Palais-Royal (1662)
Le 3 novembre 1662, la « troupe de Monsieur, frère unique du Roi » (c'est-à-dire Molière et ses camarades) crée la tragédie d'Arsace, roy des Parthes, que son auteur avait achevée dès 1650 et qui, s'il faut en croire l'avis « Au lecteur » de l'imprimé, avait été annoncée successivement par les comédiens du Marais et ceux de l'Hôtel de Bourgogne sans être jamais donnée au public, « Monsieur de Prade, qui ne l'avait fait[e] que pour son divertissement particulier, [s'étant] opposé à sa représentation ».
Il est quasi certain que Molière, tout à la composition de L'École des femmes, qui sera créée à la fin du mois de décembre, ne joue pas dans le spectacle. Celui-ci ne produira que de médiocres recettes et quittera l'affiche pour toujours après la sixième représentation. La pièce sera publiée en 1666 par le libraire Théodore Girard.

### Le Discours du tabac(1668)

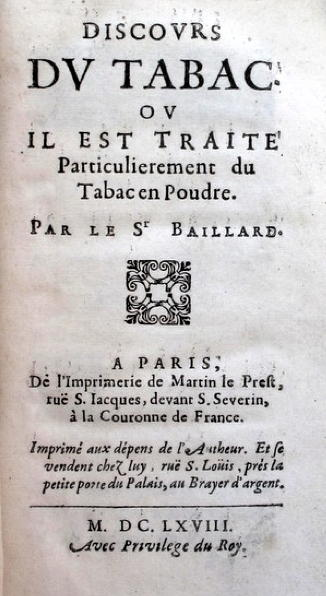
Discours du tabac, 1668. Page de titre.

Au cours de l'année 1667, alors qu'il n'a plus rien publié de nouveau depuis treize ans, Royer de Prade compose un Discours du tabac où il est traité particulièrement du tabac en poudre, qu'il fera imprimer au printemps suivant à compte d'auteur et sous le pseudonyme d'Edme Baillard. Il s'agit d'une tabacologie médicale cartésienne, et qui fait la pare belle au De catarrhis de Conrad Victor Schneider de 1660-64.
Pour obtenir le privilège royal qui lui a été accordé en novembre 1667, il a mis en avant « l'expérience qu'il a acquise par les recherches les plus curieuses et les plus certaines qu'il a faites pendant plusieurs années du tabac en poudre » .
En plus de l'approbation du secrétaire du roi chargé d'accorder le privilège, il a sollicité celles de cinq membres éminents de la Faculté, dont Cureau de la Chambre (Marin ou son fils Pierre), médecin ordinaire du roi, Antoine d'Aquin, premier médecin de la reine Marie-Thérèse, et Nicolas Lizot, autre médecin ordinaire du roi, lequel précise que « le sieur Baillard enseigne si parfaitement les diverses façons de [le tabac] préparer et bien purifier, qu'il est important au public que l'on lui en permette l'impression » .
L'ouvrage est dédié à l'abbé Pierre Bourdelot, médecin de Christine de Suède et du Grand Condé, dont l'auteur dit fréquenter « les assemblées savantes qui se font chaque jour chez lui ».
Dans un avis au lecteur qui suit l'épître dédicatoire, le sieur « Baillard » se réclame, non sans emphase, des acquis de la philosophie cartésienne :
« J'ai suivi Monsieur des Cartes dans cet ouvrage de physique et de médecine, comme l'interprète le plus fidèle des secrets de la nature. Il persuade tous ceux qui sont capables de l'entendre, et si la passion et les préjugés n'y mettent obstacle, il sera toujours révéré entre les savants qui ont écrit, en qualité de leur véritable dieu. […] Je me contenterai donc de renvoyer mes lecteurs aux livres de cet illustre philosophe, pour les porter à lui rendre le culte qu'ils lui doivent, et de les assurer qu'il leur démontrera les vérités qui pourraient ici leur paraître suspectes… »
Il se livre ensuite à quelques confidences personnelles, dont il est difficile de dire aujourd'hui ce qu'elles recouvrent :
« J'écrivis ce discours l'année passée 1667, pour satisfaire des personnes à qui je ne puis rien refuser, et pour ne pas frustrer davantage le public de l'utilité de mon travail. Mais ce ne fut pas avec le soin et l'application nécessaires. Des affaires fâcheuses et pressantes m'occupèrent alors tout entier, et des déplaisirs si grands et si justes leur succédèrent qu'apparemment ils devaient m'accabler. Mon esprit m'était un conducteur aveugle et paralytique, et n'avait plus ni lumière, ni d'action pour me faire voir et ressentir tout ensemble les sujets inconcevables de ma douleur. Mais aujourd'hui que je suis hors de cet embarras, ou du moins que mon indifférence et ma résolution m'ont pleinement consolé de tout ce que l'on m'a fait souffrir, je promets au public, s'il agréé ce traité, de le revoir et de l'augmenter, et de lui donner dans peu une seconde édition dont j'espère que les plus difficiles seront satisfaits. »

Partisan de l’usage du tabac en poudre (à priser) de préférence au « tabac en fumée » ou au « tabac en machicatoire », Royer de Prade en fait d'emblée un éloge digne du Sganarelle de Molière :

« Dans toutes les parties de notre monde, il s'est acquis une très grande estime. Il a la voix des cours aussi bien que celle des peuples. Il captive les plus hautes puissances. Il a part aux inclinations même des dames les plus illustres. Il est la passion de divers prélats, qui semblent n'en avoir point d'autres et qui ne peuvent pécher par excès qu'en l'usage innocent qu'ils en font à toute heure.
Aussi la plupart des médecins, pour lui faire l'honneur qu'il mérite, veulent qu'il soit reçu dans le cerveau et lui assignent même logement qu'à l'âme. Car selon leur opinion étant attiré par le nez, il prend pour entrer dans la tête le chemin qu'ils assignent à la pituite pour en sortir, et de cette façon il s'insinue dans les trous de l'os cribleux, […] 
Mais le Tabac ne saurait tenir ces diverses voies que l'on lui trace, et c'est une vérité désormais certaine, après ce que le fameux Schneider a si doctement écrit du cerveau dans son Traité des catheres. »

Le moliériste François Rey sert ici de passe-droit à ce texte, dont l'édition est postérieure de trois ans au Dom Juanet qui se retrouve aussi documenté dans ses Éphémérides, publiées par le CNRS.
Il donne du tabac une description précise, raconte la découverte de la plante, donne des indications pour sa culture, et examine ses effets médicaux. Il réfute les opinions négatives de certains médecins, et détaille ses bienfaits : guérison des rhumatismes, amélioration de l’imagination et de la mémoire, guérison des ulcères, etc. Une partie de l’ouvrage détaille les divers modes de préparation du tabac, seul ou mélangé à diverses substances.
Entre Le Discours du tabac de Jean Royer de Prade de 1667, et la Tabacologia de Johann Neander publiée en 1622, on peut noter une évolution importante dans le discours médical. La Tabacologia reprenait une epistola du professeur de dissection et de chirurgie de Université de Leyde, Adriaen van Valkenburg (ou Falkenburg, Hadrianus Falckenburgius , 1581-1650), dans laquelle étaient rassemblées les idées communes liées à la théorie catarrhale de Hippocrate et Galien, qui voyaient le nez comme l'émonctoire du cerveau,,. Selon cette théorie, le cerveau accumulait la pituite, qui devait être éliminée dans le nasopharynx (d'où l'expression « rhume de cerveau »), via les trous ou méats que différentes théorie faisaient passer par l'os sphénoïde (Galien, De usu partium Lib.9 Cap.3), l'os ethmoïde (De usu partium Lib.8 Cap.7, van Valkenburg) ou les trous déchirés antérieurs (Vésale). Selon Valkenburg, la fumée pouvait inversement emprunter le même chemin et motiver la formation de croutes noirâtres dans le cerveau, et se « glisser dans la propre substance du cerveau », idée reprise par beaucoup d'anatomistes de l'époque. L’existence d'une connexion anatomique ouverte entre le cerveau et l’espace aérien nasal a été réfutée de manière définitive, à partir de 1655, par le professeur de Wittenberg, Conrad Victor Schneider, dans son Osse cribriformi, & sensu ac organo odoratus, et en 1660-1662 et 1664 dans son De catarrhis. Schneider découvre la muqueuse naso-sinusienne comme lieu de production du mucus et réfute l'hypothèse de la production et de la sécrétion de mucus cérébral d'Hippocrate, de Galien et de Vésale. Ce que reproduit ici Royer de Prade :
« Quant au palais, si la pituite arrivait jusque là, elle ne pourrait y trouver passage, puisque la membrane dont il est revêtu n'est percée en aucun endroit, et qu'elle est si épaisse et si serrée, que les vapeurs même ne la sauraient pénétrer. Ainsi il faut demeurer d'accord, que comme les excréments du cerveau y sont portés avec le sang par les artères, ils en sont rapportés par les veines, et qu'ils n'en peuvent sortir que par ces seuls conduits, la nature n'en ayant point fait d'autres.

Voilà ce que j'ai à dire sur ce sujet, où peut être je me suis trop étendu. Mais j'ai crû ne pouvoir moins faire pour détruire cette erreur commune que la pituite coule de la tête par la bouche et par le nez, et pour mieux établir la vérité de mes raisonnements sur le tabac, qui désormais me rappelle à lui.
N'y ayant donc point de passages, ni du nez, ni du palais au cerveau il est certain que le tabac ne peut pénétrer en cette partie, et que tout au plus il n'y peut envoyer les esprits que sous la conduite même des esprits. En effet il s'arête dans la des narines, de là il passe quelquefois dans la bouche, et n'agit qu'en ces lieux où font les canaux destinés à la pituite. Ces canaux sont au nombre de sept et comme il est nécessaire de les connaitre nous mettrons ici leur description et leur usage suivant ce que Schneider leur principal Inventeur en a remarqué. Le premier est la membrane
Le premier est la membrane pituitaire antérieure.[…]

Cela suppose, le Tabac en poudre pénètre dans les cavités du nez et de là dans la bouche et envoie par leurs veines sa vertu droit au cœur et du cœur par les artères à la tête et à toutes les autres parties du corps. Alors son principal effet est l'excrétion de la pituite, (pour continuer à me servir de ce mot de l'École usité depuis si longtemps quoi qu'en effet il soit aujourd'hui comme rejeté) puisque ni la pituite, ni la bile, ni la mélancholie ne sont point considérées comme véritables parties du sang, mais comme des excréments qui doivent en être continuellement séparés, ou par nature, ou par l'art ; ce qui l'usage du Tabac à l'égard la pituite d'autant plus utile, plus nécessaire. Il avance donc ou bien il augmente de cette façon l'évacuation de cette humeur. etc. »
La médecine depuis Hippocrate a fait usage de sternutatoires, pour provoquer l'éternuement, qui avait vocation de libérer le cerveau de ses humeurs, en l'occurrence la pituite, en termes de médecine humorale, on disait que l'on « purge le cerveau ». C'est de cette manière que le tabac (à priser) a été introduit par Nicot auprès de Catherine de Médicis. Possible détournement de son usage médical, les cercles aristocratiques ont commencé à pratiquer la prise en société, dont ils animaient la routine monotone par de violentes sternutations. La « purge du cerveau » décrite dans l'Éloge du tabac du Dom Juan de Molière en 1665, a perdu de sa pertinence médicale, alors que les théorie de Schneider, cinq ans auparavant ont réfuté l'existence de passages anatomiques ouverts entre le nasopharynx et l'encéphale. Ce qu'exprime ici Royer de Prade — l'os cribleux (en latin : Osse cribriformi) est le nom de l'époque pour la lame criblée de l'ethmoïde : 
« D'où il résulte que les anciens Médecins se font trompés lors qu'ils ont crû que la matière de l'éternuement venait de la tête qu'elle sortait par les trous de l'os cribleux et que les parties extérieures du cerveau souffrant contraction produisaient aussitôt le même effet dans les nerfs de la sixième paire qui régissent la poitrine. Au moyen de quoi les poumons en étant pressés exprimaient l'air qu'ils contenaient alors et le poussaient impétueusement vers la tête où il s'introduisait par le trou du palais et ressortait à grand bruit par ceux de l'os cribleux avec la matière qui s y trouvait.  »
La théorie des éternuements dans la foulée du De catarrhis peut donc être modifiée, ce qui avait été réalisée par un traité de Martin Schoock, le De Sternutatione tractatus copiosus de 1665 ; l'ouvrage de Schoock est commenté dans le premier numéro du Journal des savants de Denis de Sallo du 5 janvier 1665. Le Discours du tabac de Royer de Prade témoigne donc de l'adaptation du discours relatif à la prise médicale de tabac en poudre, qui à suivi la révolution conceptuelle du cerveau, initiée par le De catarrhis de Schneider.

« Cela suppose, le Tabac en Poudre, pénètre dans les cavités du nez, & de là dans la bouche, & envoie par leurs veines sa vertu droit au cœur, et du cœur par les artères à la tête et à toutes les autres parties du corps.
Alors son principal effet est l'excrétion de la pituite, (pour continuer à me servir de ce mot de l'Ecole, usité depuis si longtemps, quoi qu'en effet il soit aujourd'hui comme rejeté) puis que ni la pituite, ni la bile, ni la mélancholie ne sont point considérées comme véritables parties du sang, mais comme des excréments qui doivent en être continuellement séparés, ou par la nature, ou par l'art; ce qui rend l'usage du Tabac, à l'égard de la pituite, d'autant plus utile & plus nécessaire. »

Le traité demeure dans son essence cartésien et introduit la glande pinéale cartésienne.

### L'Affaire du retour de Jean Maillard (1670-1674)

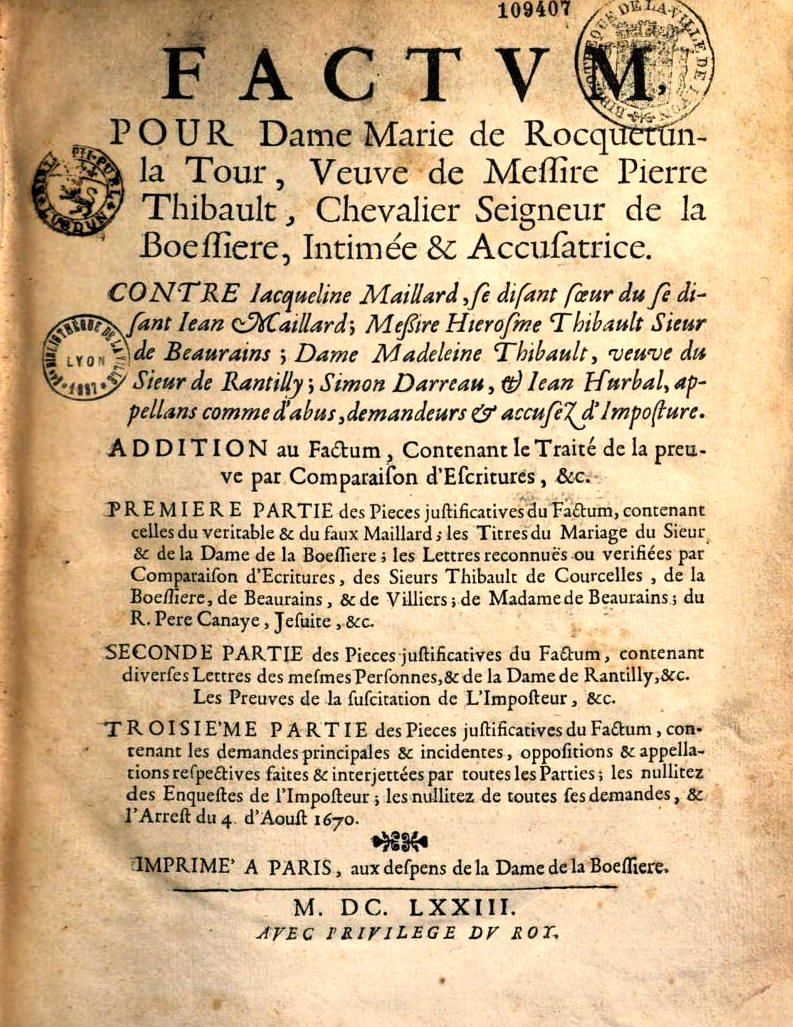
Factum pour Marie (Rocquetun) de la Tour, 1673.

[…]

### L'Histoire du tabac(1677)

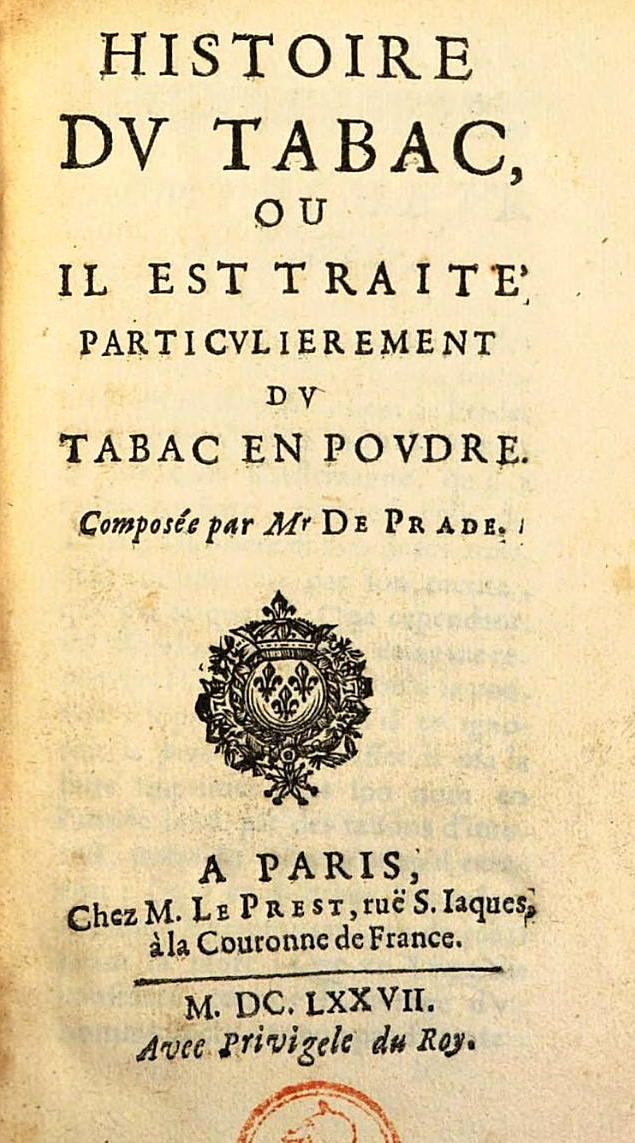

En juillet 1677, le libraire Michel Le Prest imprime et met en vente, sous le nom d'Histoire du tabac, une édition du Discours du tabac . L'ouvrage, qui affiche à présent le nom de son auteur, est dédié à Jean-Roger de Foix, marquis de Foix, baron de la Gardiolle, etc. Une nouvelle approbation a été donnée par la faculté de médecine, signée de nouveaux noms, parmi lesquels celui d'Armand-Jean de Mauvillain, connu pour avoir été le médecin de Molière.
L'avis de l'imprimeur au lecteur prétend, mais en vain, éclaircir les étranges circonstances dans lesquelles s'est faite la première édition :
« Pour ne point ennuyer par des discours inutiles, on dira seulement qu'en 1667 Monsieur de Prade composa [l'histoire] du tabac à la prière de l'un de ses amis, aussi considérable par son mérite que par sa qualité; que cependant un marchand de Paris, en ayant recouvert [=retrouvé] l'original, crut qu'il la pouvait adopter, parce qu'il en ignorait le père; qu'en effet, il osa la faire imprimer sous son nom en l'année 1668 pour des raisons d'intérêt tirées du commerce qu'il exerçait; qu'il en distribua lui-même quelques exemplaires, peu de jours avant sa mort ; que ce livre fut considéré comme l'ouvrage d'un homme docte, et non pas d'un marchand qui n'avait aucune connaissance ni des langues ni des sciences; qu'estimant cette histoire autant qu'elle le doit être, j'ai recherché avec soin la vérité de son origine; qu'enfin, l'ayant découverte avec certitude, par le témoignage d'une infinité d'honnêtes gens, j'ai jugé qu'il était de mon devoir de la faire connaître au public et de hâter la reconnaissance d'un si bel enfant. Je le rends donc à Monsieur de Prade, qui l'avait perdu, et je crois me pouvoir faire honneur de celui qu'ils se feront l'un à l'autre. »
L'avis de l'auteur au lecteur a disparu, avec son éloge outré de Descartes et ses confidences qui n'ont plus lieu d'être.
Entièrement recomposé, le texte de l'ouvrage proprement dit a été quelque peu augmenté et corrigé, mais la modification essentielle est le passage du Je du Discours au On de l'Histoire : « On se propos d'écrire ici l'histoire du tabac… » au lieu de « J'entreprends d'écrire du tabac » . Il y a de toute évidence une volonté d'écriture « objective » qu'on voit confirmée la même année dans l'Histoire d'Allemagne : « On se propose ici d'écrire l'Histoire d'Allemagne comme l'une des plus importantes que l'on puisse lire. »

### Retour à l'Histoire

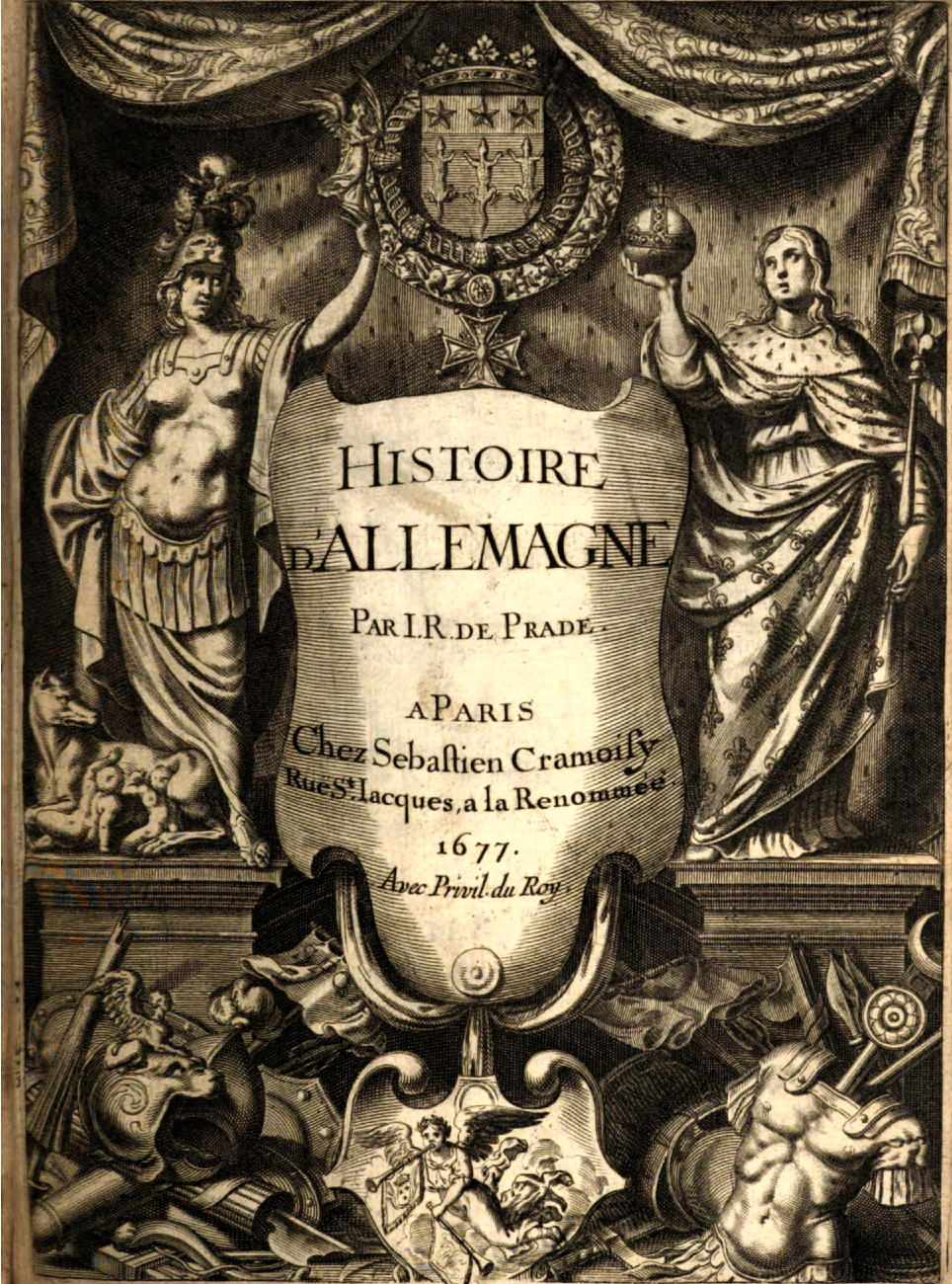

#### L'Histoire d'Allemagne(1677)
En effet, au mois de février de la même année 1677, après une nouvelle décennie où son nom n'avait figuré au titre d'aucune publication nouvelle, Royer de Prade a fait paraître, chez le libraire Sébastien II Cramoisy, une Histoire d'Allemagne, pour l'impression de laquelle il a obtenu en octobre 1675 un privilège royal qui, à l'instar de celui du Discours du tabac de 1667, faisait valoir le sérieux et la rigueur des investigations l'auteur :
« … Le Sieur Roger (sic!) de Prade nous a fait remontrer qu'il a composé l'Histoire d'Allemagne avec beaucoup de soin, de travail, et de frais, pour en recouvrer les mémoires et enseignements, et les auteurs contemporains qui en ont traité, tant en général qu'en particulier. »
L'ouvrage paraît, au format in-quarto, sans épître dédicatoire, ni avis de l'imprimeur ou de l'auteur. Il fait l'objet d'un long et élogieux compte rendu dans le Journal des savants du 15 mars 1677. Il est également lu et commenté en Allemagne, où Leibniz est informé de sa parution dès la fin de février. Il sera réédité en deux volumes in-octavo en 1683-1684.
[…]

#### Histoire de la véritable origine…(1679)

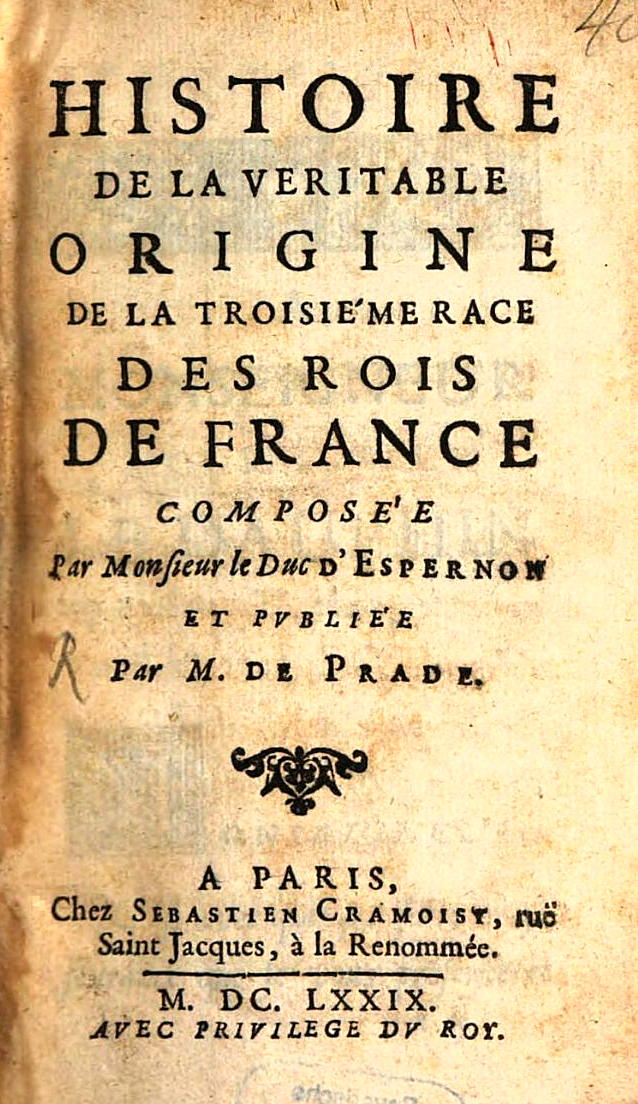

[…]

#### Le Sommaire de l'Histoire de France(1683-1684)
[…]

#### L'Histoire de Gustave Adolphe(1686)

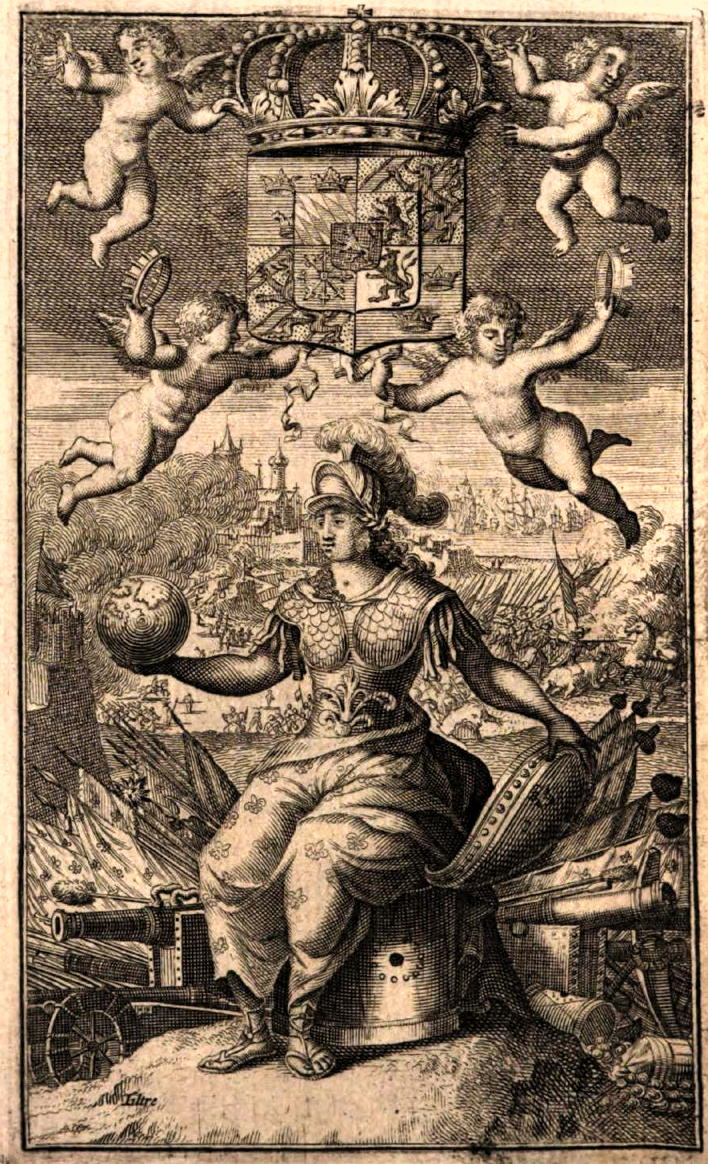
Frontispice de la seconde édition de L'Histoire de Gustave Adolphe.

Dans les premières semaines de l'année 1686, les libraires Claude Barbin, Veuve Cramoysi (sic) et Daniel Horthemels mettent en vente L'Histoire de Gustave Adolphe dit le Grand et de Charles-Gustave, Roys de Suède, et de tous ce qui s'est passé en Allemagne depuis la mort du Grand Gustave, jusqu'en 1648. Par le Sieur R. de Prade.
[…]